# Libhošť
Libhošť (Silezisch: Libošč en Duits: Liebisch) is een Moravische gemeente in de Tsjechische regio Moravië-Silezië, en maakt deel uit van het district Nový Jičín.
Libhošť telt 1761 inwoners (2023).

## Geschiedenis
- 1411 – De eerste schriftelijke vermelding van Libhošť.
- 1976 – Libhošť wordt geannexeerd door de stad Nový Jičín.[1]
- 1994 – Het nabijgelegen Šenov u Nového Jičína wordt een zelfstandige gemeente, Libhošť blijft bij Nový Jičín horen en wordt er een exclave van.
- 2011 – Libhošť wordt opnieuw een zelfstandige gemeente.